# 9-а армия (Вермахт)
9-а армия (на немски: 9. Armee) е полева армия, воюваща през Втората световна война. Сформирана е на 15 май 1940 г. под командването на генерал-полковник Йоханес Бласковитц.

## 1940 г.
Първото си участие армията прави при линията „Зигфрид“, a по-късно и в Битката за Франция. След Френската кампания тя остава като стратегически резерв, пригодена за кратки сражения.

## 1941 г.
До края на 1941 г. 9-а армия заедно с Група армии „Център“ са в пълна готовност за инвазията в Съветския съюз. В началната фаза на Операция Барбароса тя оформя южния фланг от масивното обкръжаване на съветските войници, разположени в Бялисток, с подкрепящата ги 4-та армия, оформяща северния фланг. Тя продължавай усърдно и дълбоко да напредва притискайки руснаците в близост до Смоленск. Въпреки успеха ѝ в обкръжаването на съветските войски, заради голямото разстояние, което 9-а армия трябва до покрие, много от съветските войници успяват да избягат. Въпреки това фюрерът забелязва, че само с 2 армии не може да нанесе силен удар, затова внезапно променя стратегията си и изпраща част от танковите войски на Група армии „Център“ за северната и южната част на фронта, където е заплануван и ударът, който ще нанесе сериозни икономически щети на Съветския съюз. 9-а армия остава неподвижна до октомври 1941 г., когато Хитлер решава да стартира дългоочакваната си атака срещу Москва.

## 1942 г.
От 1942 г. армията остава в защитни позиции на около 200 мили извън Москва, когато германците решават да концентрират офанзивата си в южната половина на Русия. В течение на това, СССР започва своята голяма офанзива наричана „Операция Марс“ срещу Група армии „Център“, но въпреки това добре окопаната група армии „Център“ успява със значителни и тежки загуби да отблъсне офанзивата.

## 1943 г.
С началото на 1943 г. германците отново се опитват да си върнат набраната инерция на Източния фронт, като започват масовото затваряне на фланговете при Курск, където 1/6 от Червената армия е заела позиции за отбраната. Битките се водят от германската 9-а армия, 2-ра и 4-та танкови армии, атакуващи от север, както и армии отряд „Кемпф“, сражаваща се на юг. Руснаците смятат, че най-тежкият удар ще бъде направен от север и по тази причина засилват значително сектора срещу 9-а армия. До юли на същата година 9-а армия става най-голямата армия, изпращана някога в бой от германците, която превъзхожда по числен състав дори и известната 6-а армия с 335 000 войници и 600 танка. Въпреки това при напредването от север тя не успява да пробие силно укрепената железопътна гара Понири, което е щяло да донесе бързо напредване до Курск, и след тежките си загуби е изтласкана от съветската офанзива на запад.

## 1944 г.
През първата половина на 1944 г. армията намалява числено, затова получава необходимите запаси, спуснати с парашути, с което да продължи защитата на областта при Бобруйск. С идването на лятото обаче руснаците стартират Операция Багратион, чиято обща цел е пълното унищожаване на Група армии „Център“. Самата 9-а армия, която е част от щаба на групата армии претърпява големи загуби, като почти 80 хил. души загиват, а други 65 хил. са взети в плен. Близо 40% от нея е унищожена, но с идването на есента и зимата е възстановена от Италианските части, след което взима участие в отбраната на Варшава.

## 1945 г.
От 12 януари 1945 г. СССР започва дълго очакването си нахлуване в Германия, с което 9-а армия е принудена да се изтегли в по-задни позиции, докато е разположена на запад до река Одер. Три от формаците на армията са натоварени със задачата да защитават Зееловското възвишения (Seelow Heights), което е последният защитим регион преди Берлин. В северната част на града е разположен ЦИ армейски корпус, в центъра генерал от артилерията Хелмут Вайдлинг, командващ 6-и танков корпус, а от юг във височините пред германската столица е разположен 11-и СС танков корпус. Освен тези части на юг от Франкфурт (защитаван от Франкфурт Гарисън) воюва 5-и СС планински корпус.
До края на януари същата година армията е почти разбита, като намалява със 100 хил. войници, 800 танка и оръдия при атаките на руснаците, които наброяват 1 млн. войници, 10 хил. танка и оръдия. Оцелелите от 9-а армия, които не са убити или са се предали на руснаците по време на пробива, успяват да пресекат река Елба, но по-късно се предават на американците.

### Части на подчинение
| Дата     | Армии |
| -------- | --- |
| 1941 г.  | |
| Юни      | 3-та танкова група, 2-ри, 5-и, 6-и и 8-и армейски корпус |
| 1941 г.  | |
| Декември | 6-и, 23-ти и 27-и армейски корпус |
| 1943 г.  | |
| Юли      | 41-ви танков корпус: 18-а танкова дивизия, 86-а и 292-ра пехотна дивизия 46-и танков корпус: 7-а, 31-ва, 102-ра и 258-а пехотна дивизия 47-и танков корпус: 2-ра, 9-а и 20-а танкова дивизия, 6-а пехотна дивизия 20-и армейски корпус:45-а, 72-ра, 137-а и 251-ва пехотна дивизия 23-ти армейски корпус: 216-а и 383-та пехотна дивизия |
| Октомври | 41-ви танков корпус, 23-ти и 55-и армейски корпус |
| 1944 г.  | |
| Юни      | 41-ви танков корпус, 35-и и 55-и армейски корпус |
| 1945 г.  | |
| Март     | 5-и СС планински корпус: 32-ра СС гренадирска дивизия 11-и армейски корпус: 25-а танкова-гренадирска дивизия и 712-а пехотна дивизия 101-ви армейски корпус: пехотна дивизия „Берлин“ и „Дьобериц“ |

### Командири
- Генерал-полковник Йоханес Бласковитц (15 май 1940 – 29 май 1940 г.)
- Генерал-полковник Адолф Щраус (30 май 1940 – 14 януари 1942 г.)
- Фелдмаршал Валтер Модел (15 януари 1942 – 3 ноември 1943 г.)
- Генерал-полковник Йозев Харп (4 ноември 1943 – 19 май 1944 г.)
- Генерал от пехотата Ханс Йордан (20 май 1944 – 26- юни 1944 г.)
- Генерал от танковите войски Николаус фон Форман (27 юни 1944 г – 31 август 1944)
- Генерал от танковите войски Смило фон Лютвиц (1 септември 1944 – 19 януари 1945 г.)
- Генерал от пехотата Теодор Бусе (20 януари 1945 – 2 май 1945 г.)